# Francisco Oviedo
Francisco Oviedo Britez – paragwajski polityk, wiceprezydent Paragwaju od 21 listopada 2007 do 15 sierpnia 2008.
Francisco Oviedo jest członkiem Partii Colorado. W latach 1999–2003 pełnił funkcję ministra spraw wewnętrznych i mieszkalnictwa w gabinecie prezydenta Luisa Ángela Gonzáleza Macchi. Następnie od 2003 do 2007 roku zasiadał w Senacie.
21 listopada 2007 r. objął stanowisko wiceprezydenta Paragwaju po tym, jak Luis Castiglioni zrezygnował z funkcji, by ubiegać się o nominację prezydencką w wyborach w 2008.
23 czerwca 2008 prezydent Nicanor Duarte Frutos złożył rezygnację ze stanowiska prezydenta na ręce przewodniczącego Kongresu, by móc objąć mandat senatora. Zgodnie z konstytucją, jeśli rezygnację potwierdziłby parlament, Francisco Oviedo, jako wiceprezydent, mógłby objąć fotel prezydencki, do czasu końca konstytucyjnej kadencji Frutosa 15 sierpnia 2008. Parlament jednak, z powodu braku wymaganego kworum wskutek bojkotu przez opozycję, nie zdołał przyjąć rezygnacji prezydenta Duarte Frutosa.